# Festouvertüre 1948
Die Festouvertüre 1948 für großes Orchester von Ottmar Gerster entstand 1948 als Auftragswerk der Kulturabteilung des Landesvorstandes Thüringen der SED zum hundertjährigen Gedenken der Revolution von 1848 und zugleich als Loblied auf die Entwicklung des Sozialismus in der Sowjetischen Besatzungszone, die im folgenden Jahr zur Gründung der DDR führen sollte.
Musikalisch wird die Entstehung des Sozialismus nachvollzogen, indem Gerster verschiedene musikalische Zitate von Kampfliedern verwendet. Er beginnt seine Festouvertüre mit der Internationale. Laut Marx’ materialistischer Dialektik kann aber kein sozialistischer Staat entstehen, wenn nicht die vorhergehenden Gesellschaftsformen durchlaufen werden. Als Symbol für den Umbruch von der feudalen in die kapitalistische Gesellschaft zitiert Gerster die Marseillaise. Zu den weiteren zitierten Liedern gehören Brüder, zur Sonne, zur Freiheit und der russische Trauergesang Unsterbliche Opfer.
Die Festouvertüre wurde im Rahmen der 1. Kulturtagung der SED vom 5. bis 7. Mai 1948 in der Staatsoper Berlin uraufgeführt. Die Aufführungsdauer beträgt rund sieben bis zehn Minuten.
Besetzung: 2 Flöten, 2 Oboen, 2 Klarinetten, 2 Fagotte, 4 Hörner, 2 Trompeten, 3 Posaunen, Tuba, Pauken, Schlagzeug, Streicher.

## Aufnahmen / Tonträger
- Rundfunk-Sinfonieorchester Leipzig, Dirigent: Hermann Abendroth. Hastedt 1997 (1949)
- Rundfunk-Sinfonieorchester Leipzig, Dirigent: Horst Stein. Berlin Classics 1995 (1959)